# Caucos

El Imperio Romano durante el gobierno del Emperador Adriano, mostrando la localización de los caucos entre el río Weser y Elba (norte de Alemania).

Los Caucos fueron una populosa tribu germánica que habitó el extremo noroeste de la costa de Alemania, entre Frisia al oeste y el estuario del río Elba al este. Su nombre proviene del protogermánico *xabukaz, "halcón" (en alemán: Habicht).
Como los frisios, habitaban en montículos artificiales erguidos sobre las grandes vegas de la región, que servían para proteger sus casas y territorios de las crecidas provocadas por el mar del Norte. Su modo de vida no les era familiar a los romanos, que los consideraban intrigantes. Plinio el Viejo escribió sobre ellos, describiendo sus hábitos de caza y pesca. La evidencia arqueológica, sin embargo, muestra que Plínio no fue excesivamente preciso, ya que los caucos también tenían ganado y tenían tropas de caballería.
De acuerdo con otra fuente romana, el historiador Tácito, eran muy respetados entre las tribus germánicas; el autor también los describe como pacíficos, calmados y fríos, a pesar de los relatos de piratería mencionados en los Anales (Tácito).